# Oncometopia
Oncometopia är ett släkte av insekter. Oncometopia ingår i familjen dvärgstritar.

## Bildgalleri

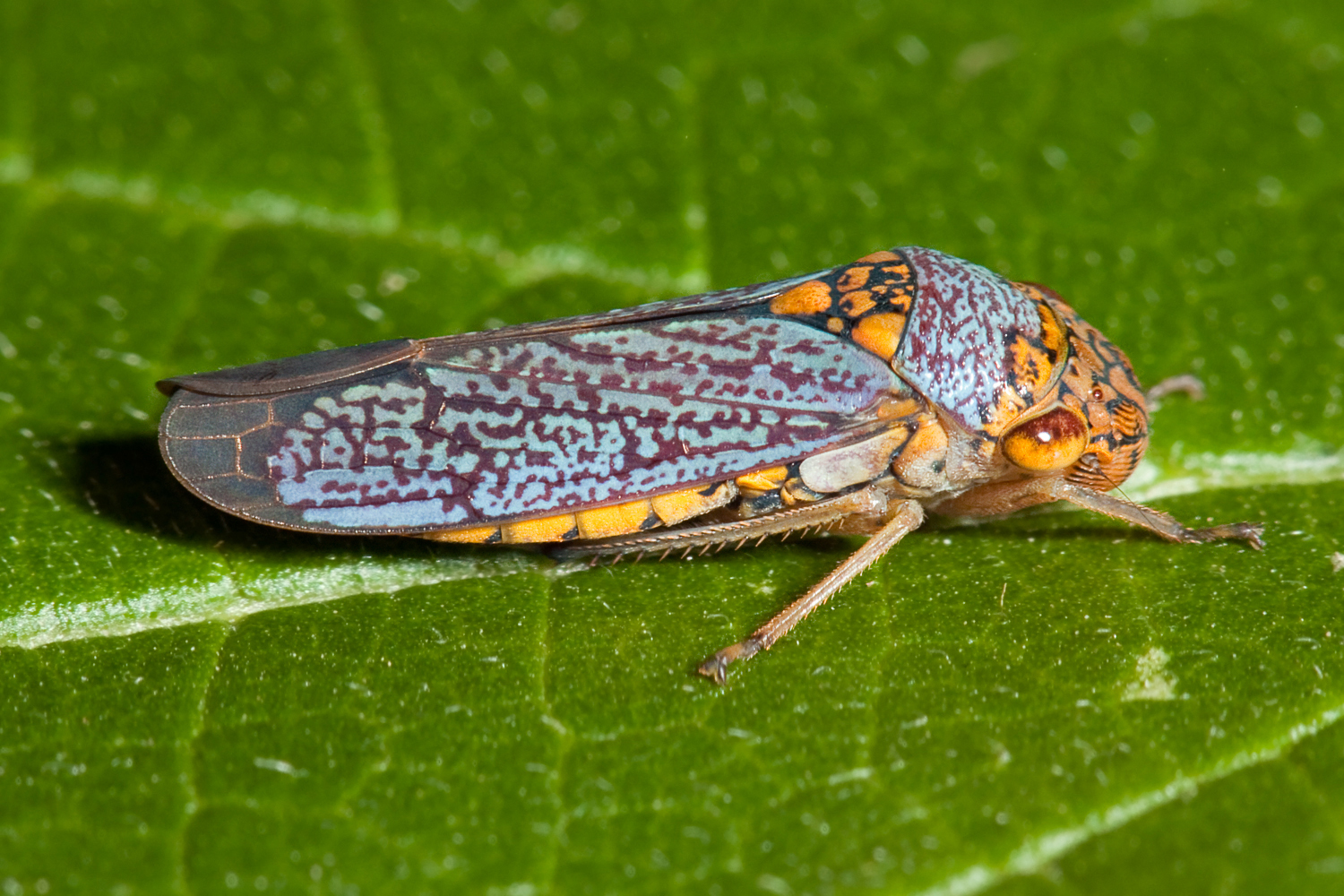
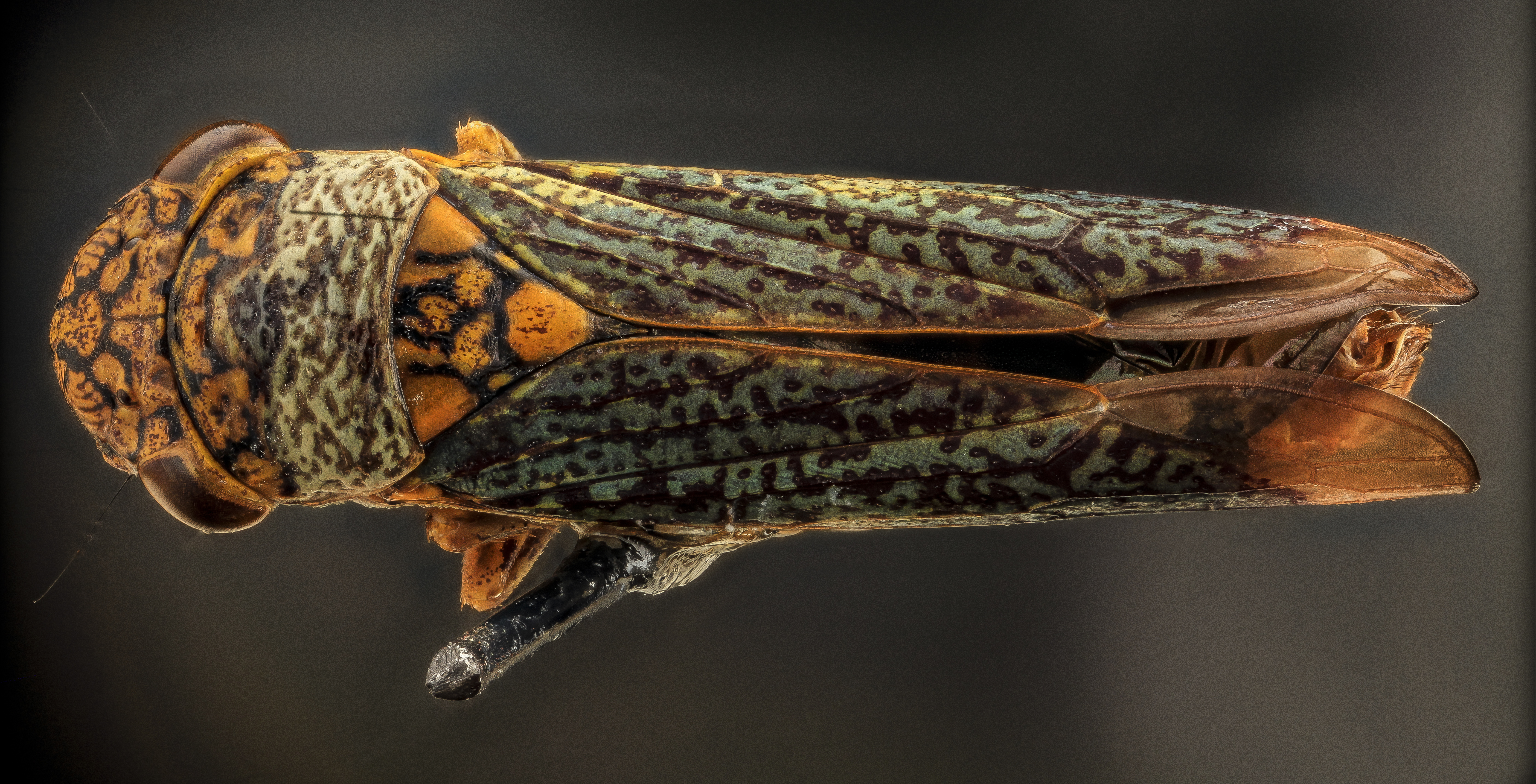
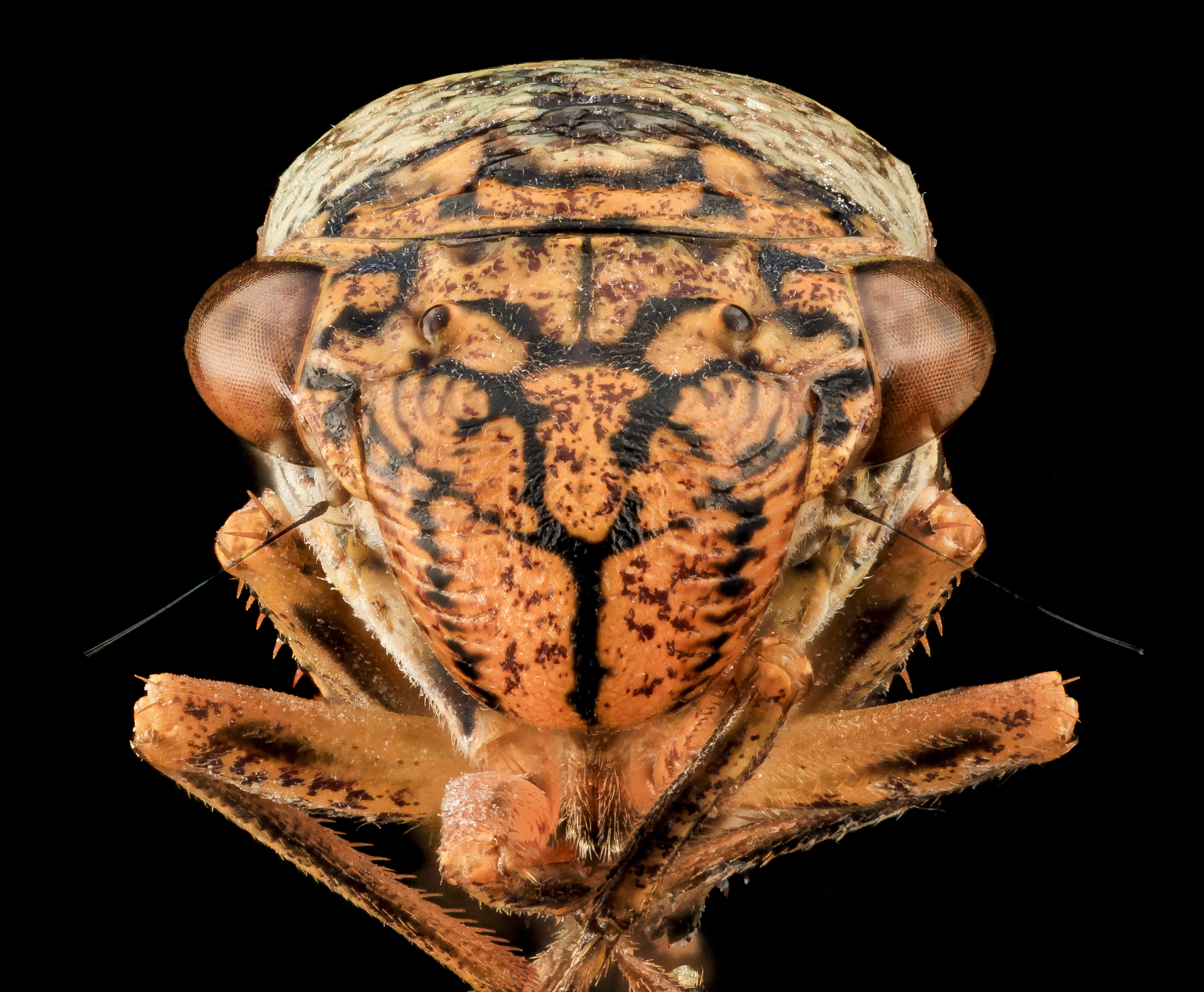
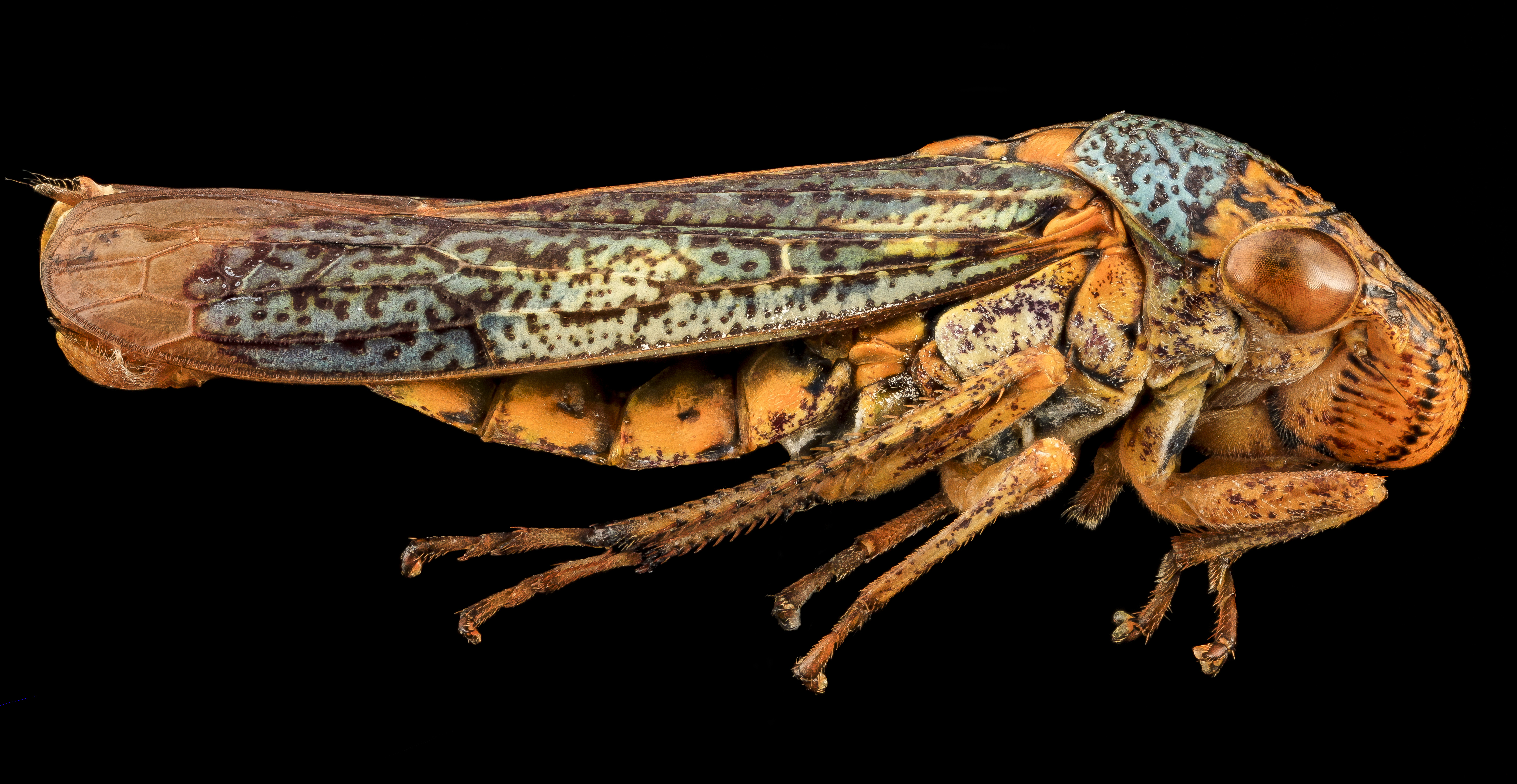

## Dottertaxa tillOncometopia, i alfabetisk ordning[1]
- Oncometopia alpha
- Oncometopia amseli
- Oncometopia azteca
- Oncometopia badia
- Oncometopia brunnescens
- Oncometopia capricornis
- Oncometopia caucaënsis
- Oncometopia clarior
- Oncometopia cordata
- Oncometopia cordillerensis
- Oncometopia costaica
- Oncometopia curvidens
- Oncometopia discophora
- Oncometopia dispar
- Oncometopia expansa
- Oncometopia facialis
- Oncometopia flava
- Oncometopia flavicollis
- Oncometopia funebris
- Oncometopia funebroidalis
- Oncometopia fusca
- Oncometopia fuscipennis
- Oncometopia hamata
- Oncometopia herpes
- Oncometopia interjecta
- Oncometopia kliefothi
- Oncometopia lineatifrons
- Oncometopia maya
- Oncometopia melichari
- Oncometopia meridensis
- Oncometopia mexicana
- Oncometopia miniatipennis
- Oncometopia nigerrima
- Oncometopia nigricans
- Oncometopia nigroclypeata
- Oncometopia obtusa
- Oncometopia orbona
- Oncometopia parallela
- Oncometopia pseudobtusa
- Oncometopia pseudofacialis
- Oncometopia pseudofusca
- Oncometopia quadrinotata
- Oncometopia resistens
- Oncometopia rubescens
- Oncometopia rubiginosa
- Oncometopia rufipennis
- Oncometopia salvadorensis
- Oncometopia semifacialis
- Oncometopia semilunata
- Oncometopia subcordata
- Oncometopia tartarea
- Oncometopia tolteca
- Oncometopia trilobata
- Oncometopia tucumana
- Oncometopia venata
- Oncometopia venosula